# Miki Villar
Miki Villar (ur. 19 września 1996 w Nigrán) – hiszpański piłkarz, występujący na pozycji pomocnika w polskim klubie Jagiellonia Białystok.

## Kariera
24 listopada 2013 roku zadebiutował w seniorskim zespole Rápido de Bouzas (2013–2015) w meczu przeciwko UD Somozas w Tercera División. Pierwszą bramkę zdobył 15 grudnia 2013 roku w wygranym 3–1 meczu z Racing Club Villalbés.
21 lipca 2015 roku podpisał kontrakt z klubem Pontevedra CF (2015–2017). W lutym 2016 roku został wypożyczony do Rápido de Bouzas do końca sezonu. 24 lipca 2017 roku dołączył do zespołu CD Boiro, występującego w Tercera División.
5 lipca 2018 roku podpisał kontrakt z SD Compostela (2018–2021), gdzie przez trzy sezony rozegrał 93 mecze i przyczynił się do awansu klubu do Segunda División w sezonie 2019–2020.
16 czerwca 2021 roku podpisał dwuletni kontrakt z beniaminkiem UD Ibiza (2021–2023) grającym w Segunda División. Zadebiutował w profesjonalnych rozgrywkach 13 sierpnia 2021 roku w meczu z Realem Saragossa, zakończonym bezbramkowym remisem. Pierwszą bramkę dla Ibizy zdobył 7 listopada 2021 roku, zapewniając zwycięstwo 1–0 nad Real Sociedad B. 23 stycznia 2023 roku rozwiązał kontrakt z klubem za porozumieniem stron.
27 stycznia 2023 roku podpisał kontrakt z Wisłą Kraków do czerwca 2024 roku, a od 2 lipca 2024 roku dołączył do Jagiellonii Białystok na dwuletni kontrakt z opcją przedłużenia o kolejny rok.

## Statystyka
(aktualne na koniec sezonu 2024/2025)
| Klub                  | Sezon           | Liga             | Liga | Liga | Puchar kraju | Puchar kraju | Europa | Europa | Suma | Suma |
| Klub                  | Sezon           | Liga             | M.   | Br.  | M.           | Br.          | M.     | Br.    | M.   | Br.  |
| --------------------- | --------------- | ---------------- | ---- | ---- | ------------ | ------------ | ------ | ------ | ---- | ---- |
| Pontevedra CF         | 2015/16         | Segunda División | 3    | 0    | 1            | 0            | —      | —      | 4    | 0    |
| Pontevedra CF         | 2016/17         | Segunda División | 9    | 0    | —            | —            | —      | —      | 9    | 0    |
| Pontevedra CF         | Ogólnie         | Ogólnie          | 12   | 0    | 1            | 0            | —      | —      | 13   | 0    |
| SD Compostela         | 2018/19         | Tercera División | 35   | 3    | 2            | 1            | —      | —      | 37   | 4    |
| SD Compostela         | 2019/20         | Tercera División | 25   | 3    | 1            | 0            | —      | —      | 26   | 3    |
| SD Compostela         | 2020/21         | Segunda División | 24   | 6    | -            | -            | —      | —      | 24   | 6    |
| SD Compostela         | Ogólnie         | Ogólnie          | 84   | 12   | 3            | 1            | —      | —      | 87   | 13   |
| UD Ibiza              | 2021/22         | Segunda División | 32   | 1    | 2            | 1            | —      | —      | 34   | 2    |
| UD Ibiza              | 2022/23         | Segunda División | 15   | 1    | 2            | 0            | —      | —      | 17   | 1    |
| UD Ibiza              | Ogólnie         | Ogólnie          | 47   | 2    | 4            | 1            | —      | —      | 51   | 3    |
| Wisła Kraków          | 2022/23         | I liga           | 16   | 4    | —            | —            | —      | —      | 17   | 4    |
| Wisła Kraków          | 2023/24         | I liga           | 29   | 5    | 5            | 0            | —      | —      | 34   | 5    |
| Wisła Kraków          | Ogólnie         | Ogólnie          | 45   | 9    | 5            | 0            | —      | —      | 51   | 9    |
| Jagiellonia Białystok | 2024/25         | Ekstraklasa      | 29   | 2    | 2            | 0            | 17     | 0      | 48   | 2    |
| Ogólnie kariera       | Ogólnie kariera | Ogólnie kariera  | 217  | 25   | 15           | 2            | 17     | 0      | 249  | 27   |

## Sukcesy
Wisła Kraków
- Puchar Polski 2024.

Jagiellonia Białystok
- Superpuchar Polski
  -  2024[3]